# 双褶盒螺
双褶盒螺（学名：Cylichna biplicata）为三叉螺科盒螺属的动物。分布于日本以及中国大陆的近海等地，属于暖水性种类。其多栖息于潮下带浅水区的砂质底。